# 小行星1129
小行星1129（1129 Neujmina）是一颗围绕太阳公转的小行星。1929年8月8日，普拉斯科夫亞·帕爾科緬科（Praskoviya Parchomenko）在克里米亚发现了此天体。
該小行星以俄羅斯天文學家格利果利·N·諾伊明命名。
这颗小行星的绝对星等为10.28等。